# Lista över matsvampar

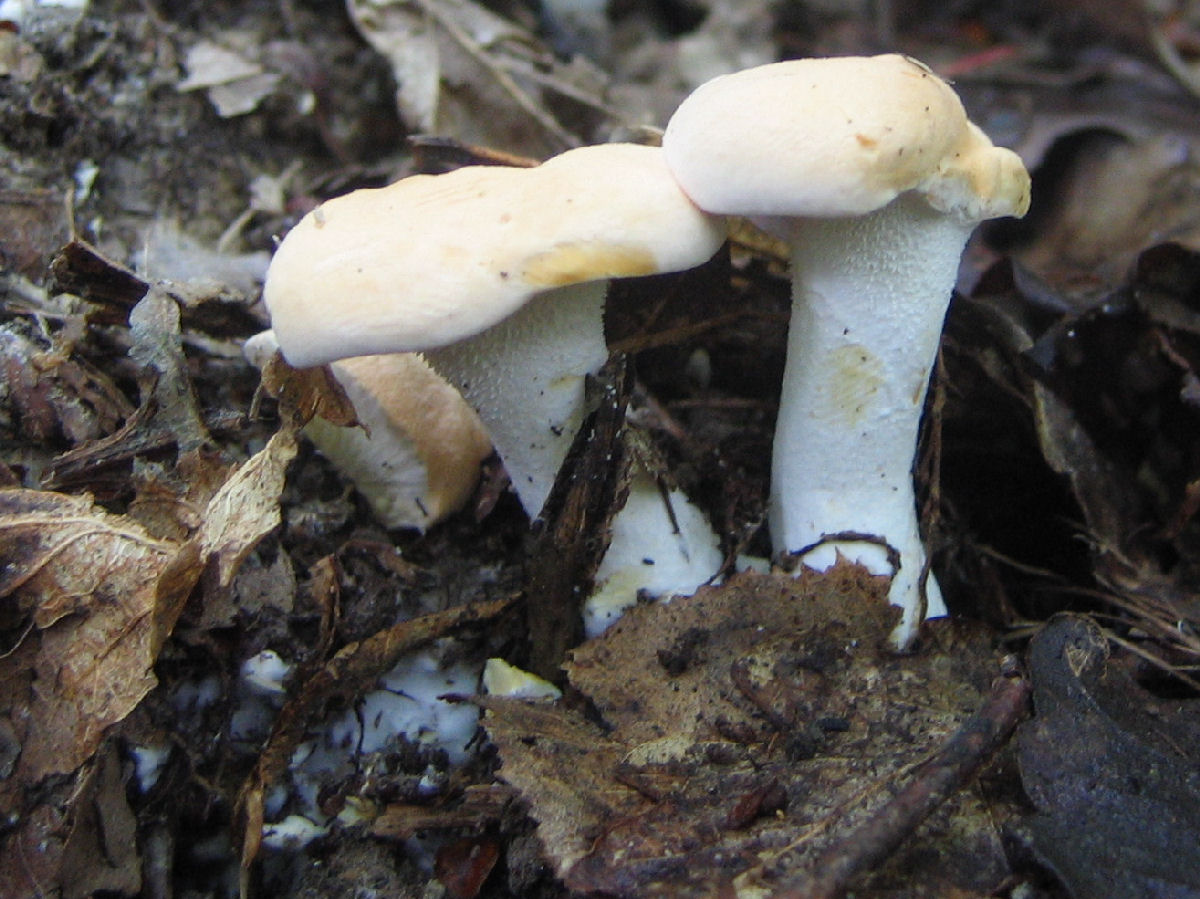
Blek taggsvamp är en lämplig matsvamp enligt nordiska myndigheter och experter.

Denna lista över matsvampar innehåller svamp som rekommenderas som matsvamp av livsmedelsmyndigheter eller expertgrupper, samt eventuellt svamp som ingår som viktig beståndsdel i traditionellt kök.
Det finns ytterligare en stor mängd svamp som anges vara ätlig och god i svampböcker eller andra källor, men kvaliteten på källorna varierar och en del god svamp kan vara mycket lätt att förväxla med giftsvamp. Listan har ingen ambition att lista all ätbar svamp.

## Direktiv gällande matsvamp i Norden
Av runt tiotusen svamparter i Sverige är runt femtusen så kallade storsvampar. Av dessa anses drygt hundra vara bra matsvampar. Ett femtiotal svampar anses av svenska eller finska livsmedelsmyndigheter vara lämpliga att saluföra.
Försäljning av matsvampar var i Finland tidigare reglerad genom förordningen om matsvampar (489/2006). Endast vissa svampar och svampgrupper fick saluföras och endast under visst namn. Utöver svamparna som nedan är angivna som handelssvamp (enligt listan av den 16 april 2007) fick man saluföra odlad matsvamp. Till exempel fick champinjoner saluföras endast om de odlats. Förordningen upphävdes 1 juli 2012. Sedan dess gäller istället den finska livsmedelslagen, enligt vilken livsmedelsföretagare själva ansvarar för att endast sälja säkra livsmedel. Det finska Livsmedelsverket upprätthåller en riktgivande lista på matsvampar som kan rekommenderas.
Svenska livsmedelsverket har också sammanställt en lista över vilka svamparter som är lämplig matsvamp, i betydelsen lämpliga att sälja. 
En expertgrupp under Nordiska ministerrådet har behandlat samma fråga och utkom i juli 2012 med en rapport riktad till aktörer som producerar eller tillhandahåller svamp eller svampprodukter. Rapporten innehåller, vid sidan av en allmännare diskussion och annat material, en sammanställning över ätlig svamp som lämpar sig för försäljning. De vanligaste handelssvamparna i Norden har tagits med. I listan finns även svamp som tidigare ansetts ätlig men som nu omklassificerats, samt svamp som är ätlig men som inte lämpar sig för försäljning då den liknar annan svamp som inte är ätlig. Rapporten är också avsedd för livsmedelskontrollen, men är i sig inte ett myndighetsbeslut. Nordiska ministerrådet tog inte ställning till rekommendationerna inför publicerandet.
Svampförsäljning i Norden faller även under de allmänna bestämmelserna om livsmedelssäkerhet i EU.

## Rekommenderad matsvamp i Norden
I listan nedan finns svampar som uttryckligen bedömts som lämpliga av nordiska myndigheter. Det finns ytterligare en mängd matsvampar som kan vara goda och ätliga, men olämpliga till exempel för att de kan förväxlas eller är för ovanliga.
Många av matsvamparna är giftiga eller olämpliga som råa. För en del svampar räcker upphettning, andra måste förvällas eller behandlas på speciella sätt. Hur en viss svamp skall behandlas framgår vanligen ur svampböcker. Svamp tar också lätt åt sig av miljögifter, varför man bör vara noga med var svampen plockas, och förfars lätt.
Många av de svampar som bedömts som lämpliga enligt de nordiska listorna är sådana som inte växer vilda i Norden, åtminstone inte i större mängd, och därför inte finns med i den svenska och finska listan. Den finska listan gäller i första hand vild svamp plockad i Finland.
Svampar i den nordiska "lista 2" anses lämpliga för kommersiellt bruk om de dokumenterats ha blivit identifierade av experter. Svamparna ifråga kan alltså förväxlas med giftig svamp. Dessa är utmärkta med "expert". I vissa fall finns de med också på "lista 1" som odlade, vilket inte skilt noterats här. 
| Svenskt namn                            | Vetenskapligt namn                          | Lämplig matsvamp i Sverige | Nordiska listan | Handelssvamp i Finland 2007                                              |
| --------------------------------------- | ------------------------------------------- | -------------------------- | --------------- | ------------------------------------------------------------------------ |
| Albatryffel, "Piemonte-tryffel"         | Tuber magnatum                              | nej                        | ja              | nej                                                                      |
| Aspsopp                                 | Leccinum rufum                              | ja                         | expert          | ja, se strävsoppar                                                       |
| Björksopp                               | Leccinum scabrum                            | ja                         | expert          | nej                                                                      |
| Blek kantarell                          | Cantharellus pallens                        | ja                         | ja              | nej                                                                      |
| Blek taggsvamp                          | Hydnum repandum                             | ja                         | ja              | rödgul taggsvamp får finnas med                                          |
| Blodchampinjon                          | Agaricus langei                             | nej                        | expert          | nej                                                                      |
| Blodriska                               | Lactarius deterrimus                        | ja                         | expert          | även Lactarius deliciosus                                                |
| Blomkålssvamp                           | Parassis crispa                             | nej                        | ja              | nej                                                                      |
| Blåmusseron                             | Lepista nuda                                | ja                         | expert          | nej                                                                      |
| Brunsopp                                | Boletus badius                              | ja                         | expert          | nej                                                                      |
| Citronmussling                          | Pleurotus citrinopileatus                   | nej                        | ja              | nej                                                                      |
| Citronslemskivling                      | Gomphidius glutinosus                       | nej                        | expert          | nej                                                                      |
| Ekmussling, Ekskivling, Shiitake        | Lentinus edodes                             | ja                         | ja              | nej                                                                      |
| Finluden stensopp                       | Boletus reticulatus                         |                            | ja              | ja, under namnet stensoppar                                              |
| Fjällig bläcksvamp                      | Coprinus comatus                            | nej                        | expert          | nej                                                                      |
| Frostvaxing                             | Hygrophorus hypothejus                      | ja                         | expert          | nej                                                                      |
| Fårticka                                | Albatrellus ovinus                          | ja                         | ja              | ja                                                                       |
| Föränderlig tofsskivling                | Kuehneromyces mutabilis                     | odlad                      | nej             | odlad                                                                    |
| Goliatmusseron                          | Tricholoma matsutake (Tricholoma nauseosum) | nej                        | ja              | ja (Tricholoma matsutake)                                                |
| Grynsopp                                | Suillus granulatus                          | ja                         | expert          | nej                                                                      |
| Gulkremla                               | Russula claroflava                          | ja                         | expert          | ja                                                                       |
| Halmslidskivling                        | Volvariella volvacea (Volvaria volvacea)    | nej                        | ja              | nej                                                                      |
| Honungsskivlingar                       | gruppen Armillaria mellea                   | nej                        | nej             | ja                                                                       |
|                                         | Hypsizygus spp                              | nej                        | ja              | nej                                                                      |
| Höstmusseron                            | Lepista personata                           | ja                         | expert          | nej                                                                      |
| Igelkottaggsvamp, "Pom-Pom"             | Hericium erinaceus                          | nej                        | ja              | nej                                                                      |
| Judasöra                                | Auricularia auricula-judae                  | nej                        | ja              | nej                                                                      |
| Kantarell                               | Cantharellus cibarius                       | ja                         | ja              | ja                                                                       |
| Kantkremla                              | Russula vesca                               | ja                         | expert          | nej                                                                      |
| Karljohan, stensopp                     | Boletus edulis                              | ja                         | ja              | ja, under namnet stensoppar, även rödbrun stensopp och finluden stensopp |
| Kejsarflugsvamp                         | Amanita caesarea                            | nej                        | ja              | nej                                                                      |
| Kinesisk tryffel                        | Tuber indicum (T.r sinense)                 | nej                        | ja              | nej                                                                      |
| Knölchampinjon                          | Agaricus sylvicola                          | nej                        | expert          | nej                                                                      |
| Korallticka                             | Grifola frondosa                            | nej                        | ja              | nej                                                                      |
| Koralltaggsvamp                         | Hericium coralloides                        | nej                        | ja              | nej                                                                      |
| Kungschampinjon                         | Agaricus augustus                           | nej                        | expert          | nej                                                                      |
| "Kungsmussling"                         | Pleurotus eryngii                           | nej                        | ja              | nej                                                                      |
| Läckerriska                             | Lactarius deliciosus                        | ?                          | expert          | se blodriska                                                             |
| Lärksopp                                | Suillus grevillei                           | nej                        | expert          | nej                                                                      |
| Mandelkremla                            | Russula integra                             | ja                         | expert          | nej                                                                      |
| Mandelriska                             | Lactarius volemus                           | ja                         | indent          | nej                                                                      |
| Namekotofsskivling                      | Pholiota nameko                             | nej                        | ja              | nej                                                                      |
| Ostronmussling, "ostronskivling"        | Pleurotus ostreatus                         | ja                         | ja              | nej                                                                      |
| Pepparriska                             | Lactarius rufus                             | nej                        | expert          | ja                                                                       |
| Perigordtryffel                         | Tuber melanosporum                          | nej                        | ja              | nej                                                                      |
| Rimskivling, Rynkad tofsskivling        | Rozites caperatus                           | ja                         | expert          | ja                                                                       |
| Rosa ostronmussling                     | Pleurotus djamor                            | nej                        | ja              | nej                                                                      |
| Rund toppmurkla                         | Morchella esculenta                         | nej                        | ja              | ja, se toppmurkla                                                        |
| Rödbrun stensopp                        | Boletus pinophilus                          | ja                         | ja              | ja, se stensopp                                                          |
| Rödgul taggsvamp                        | Hydnum rufescens                            | ja                         | ja              | ja, se blek taggsvamp                                                    |
| Rödgul trumpetsvamp                     | Craterellus lutescens                       | ja                         | ja              | ja, se trattkantarell                                                    |
| Sammetssopp                             | Boletus subtomentosus                       | ja                         |                 | nej                                                                      |
| Sandsopp                                | Suillus variegatus                          | ja                         | expert          | nej                                                                      |
| Scharlakansvaxskivling                  | Hygrocybe punicea                           | ja                         | expert          | nej                                                                      |
| Sillkremla                              | Russula xerampelina                         | ja                         | expert          | nej                                                                      |
| Skogschampinjon                         | Agaricus sylvaticus                         | nej                        | expert          | nej                                                                      |
| Skogsriska                              | Lactarius trivialis, Lactarius utilis       | nej                        | expert          | Lactarius trivialis och L. utilis                                        |
| Skogsöra, geléöron                      | Auricularia polytricha, Auricularia sp.     | nej                        | ja              | nej                                                                      |
| Skäggriska                              | Lactarius torminosus                        | nej                        | ja              | ja                                                                       |
| Smörsopp                                | Suillus luteus                              | ja                         | ja              | ja                                                                       |
| Snöbollschampinjon                      | Agaricus arvensis                           | nej                        | expert          | nej                                                                      |
| Sommartryffel, Bourgognetryffel         | Tuber aestivum                              | nej                        | ja              | nej                                                                      |
| Sotvaxskivling, Sotvaxing               | Hygrophorus camarophyllus                   | ja                         | expert          | ja                                                                       |
| (Stenmurkla)                            | Gyromitra esculenta                         | nej!                       | nej             | ja, med tillbörliga varningar och tillredningsdirektiv                   |
| Stensopp                                | Boletus edulis                              | ja                         | ja              | ja, under namnet stensoppar, även rödbrun stensopp och finluden stensopp |
| Stolt fjällskivling                     | Macrolepiota procera                        | ja                         | ja              | nej                                                                      |
| Storkremla                              | Russula paludosa                            | nej                        | expert          | ja                                                                       |
| Streckmusseron                          | Tricholoma portentosum                      | ja                         | expert          | nej                                                                      |
| Strävsoppar                             | Leccinum                                    | ja                         | ja              | Tegelröd björksopp, aspsopp och tallsopp                                 |
| Svart trumpetsvamp                      | Craterellus cornucopioides                  | ja                         | ja              | ja                                                                       |
| Tallsopp                                | Leccinum vulpinum                           | expert                     | ja              | ja, under namnet strävsoppar                                             |
| Tegelkremla                             | Russula decolorans                          | ja                         | expert          | ja                                                                       |
| Tegelröd björksopp, Tegelsopp           | Leccinum versipelle                         | ja                         | expert          | ja, se strävsoppar                                                       |
| Toppmurkla                              | Morchella elata, Morchella conica           | ?                          | ja              | ja, Morchella spp.                                                       |
| Trattkantarell                          | Craterellus tubaeformis                     | ja                         | ja              | ja, rödgul trumpetsvamp får finnas med                                   |
| Trädgårdschampinjon, inkl. "Portobello" | Agaricus bisporus, syn. brunnescens         | odlad                      | ja              | odlad                                                                    |
| Vinkremla                               | Russula vinosa (Russula obscura)            | ja                         | expert          | ja (Russula vinosa)                                                      |
| Vinterskivling, "Vinternagel-skivling"  | Flammulina velutipes                        | nej                        | expert          | nej                                                                      |
| Violgubbe                               | Gomphus clavatus                            | nej                        | expert          | nej                                                                      |
| Vårmusseron                             | Calocybe gambosa                            | ja                         | expert          | nej                                                                      |
| Vägchampinjon                           | Agaricus bitorquis                          | nej                        | expert          | nej                                                                      |
| Ängschampinjon                          | Agaricus campestris                         | ja                         | indent          | nej                                                                      |
| Ängsvaxskivling                         | Hygrocybe pratensis                         | ja                         | expert          | nej                                                                      |

### Varningar
1. 1 2 3 4 5  Bör upphettas tillräckligt, annars giftig.
2. 1 2 3 4 5 6 7 8  Svampen innehåller fenylhydrazin-derivat, varför man inte bör äta stora mängder av svampen.
3. ↑  Påminner om gifthätting, som är dödligt giftig.
4. 1 2  Mycket svåra att skilja från den giftiga mörkfjällig honungsskivling, förväntas förbjudas i Finland.
5. 1 2 3  Svampen anrikar kadmium, halterna bör kontrolleras.
6. 1 2  Bör tillredas rätt och ätas i måttlig mängd.
7. 1 2  Kan producera svagt mutagena ämnen när den skadas ordentligt.
8. ↑  Stenmurklan räknas numera som oätlig giftsvamp i Sverige.

## Lista över tidigare matsvampar
Detta är en lista över svampar som tidigare ansetts vara goda matsvampar men av olika anledningar inte längre är det.
| Svenskt namn                | Vetenskapligt namn       | Kommentar |
| --------------------------- | ------------------------ | --- |
| Ametistskivling             | Laccaria amethystina     | Innehåller organiskt bunden arsenik som kan vara genotoxiskt och carcinogent.                                                                                            |
| Fjällig tofsskivling        | Pholiota squarrosa       | Kan ge upphov till förgiftning. Giftet i svampen är okänt. |
| Grå bläcksvamp              | Coprinopsis atramentaria | Innehåller ämnet coprin som kan ge antabuseffekter och möjliga reproduktionsstörningar.                                                                                  |
| Mörkfjällig honungsskivling | Armillaria ostoyae       | Kan ge upphov till förgiftningar, även efter ordentlig tillredning. Giftet i svampen är okänt.                                                                           |
| Riddarmusseron              | Tricholoma flavovirens   | Möjlig förgiftningsrisk, skador på muskelvävnad. |
| Pluggskivling               | Paxillus involutus       | Innehåller starka gifter som inte elimineras vid matlagning, och efter upprepad förtäring kan ge dödliga reaktioner.                                                     |
| Pudrad trattskivling        | Clitocybe nebularis      | Kan ge upphov till förgiftning hos vissa personer. Giftet i svampen är okänt.                                                                                            |
| Stenmurkla                  | Gyromitra esculenta      | Innehåller gyromitrin som kan leda till akut förgiftning trots förvällning och torkning. Finska livsmedelssäkerhetsverket anser dock fortfarande stenmurklan vara ätlig. |
| Svartriska                  | Lactarius necator        | Innehåller necatorin som misstänks vara gentoxiskt. |
| Vit tuvskivling             | Clitocybe connata        | Innehåller ämnen som misstänks vara genotoxiska och carcinogena. |
| Öronmussling                | Pleurocybella porrigens  | Innehåller pleurocybellaziridin som förorsakat ett flertal förgiftningar med dödlig utgång.                                                                              |